# Darroh Sudderth
Andrew Darroh Sudderth (Sulphur Springs, 14 febbraio 1981) è un cantante statunitense, leader del gruppo rock progressivo Fair to Midland.

## Biografia
Nel 1998, Darroh fonda i Fair to Midland assieme agli amici Cliff Campbell, Jason Pintler, e Nathin Seals.
Inizialmente suonava il Basso, ma con l'entrata nel gruppo di Nathin passò alla voce.
Sudderth è conosciuto soprattutto per la sua presenza scenica, che include danze sfrenate e occasionalmente arrampicate su varie parti del palcoscenico, così come per la sua estensione vocale, che varia dal growl al falsetto, facendo anche uso del Throat Singing come ha dimostrato nella canzone Dance of the Manatee.

## Discografia
Darroh Sudderth ha pubblicato quattro album studio e un EP con i Fair to Midland. Ha anche prestato la sua voce facendo i cori per la canzone Regret/The Grieving dei South FM nel 2009, per le tracce Look, Stars e Time Is Nothing dell'album Look dei Resident Hero e per Red Shelter nell'EP Red Shelter dei Moving Atlas. Darroh sta attualmente lavorando su un album solista.

### Album in studio

#### Con i Fair to Midland
- 2002 - The Carbon Copy Silver Lining
- 2004, 2009 - inter.funda.stifle
- 2007 - Fables from a Mayfly: What I Tell You Three Times Is True
- 2011 - Arrows & Anchors

### EP
- 2006 - The Drawn and Quartered EP

## Vita privata
Era fidanzato con l'ex cantante dei Iwrestledabearonce Krysta Cameron da cui ha avuto un figlio, Finn Darroh Sudderth. Nel 2020 Krysta annuncia il divorzio, accusando il cantante di essere violento ed un alcolista. 
Dal 2014 è il General Manager della School Of Rock di Fort Worth, Texas.